# Teleomorf, anamorf i holomorf
Els termes teleomorf, anamorf, i holomorf s'aplica a parts del cicle vital dels fongs en el fílums Ascomycota i Basidiomycota.
- Teleomorf: l'estadi reproductiu sexual, típicament un cos fructífer.
- Anamorf: un estadi reproductiu asexual sovint en fongs com les floridures.
Quan un únic fong produeix múltiples anamorfs morfològicament diferents, s'anomenen sinanamorfs.
- Holomorf: el fong complet, incloent anamorfs i teleomorf.

## Teleomorfs, anamorfs, i el nom dels fongs
Els fongs es classifiquen principalment basant-se en les estructures associades a la reproducció sexual. Però alguns fongs només es reprodueixen asexualment; alguns produeixen tant estadis sexuals com asexuals. Aquestes espècies problemàtiques sovint són membres del fílum Ascomycota, però poden ser també del fílum Basidiomycota. A l'article 59 del Codi Internacional de Nomenclatura Botànica es permet als micòlegs donar un nom als fongs de reproducció asexual (anamorfs) noms separats del seu estadi sexual (teleomorfs). Quan hi ha noms disponibles tant per als estadis anamorfs com per als teleomorfs del mateix fong, l'holomorf pren el nom del teleomorf o, sota algunes circumstàncies, pren el nom anamorf si és donat l'epítet amb un teleomorf.
Els fongs que no produeixen un teleomorf es van històricament ubicar en un fílum artificial: "Deuteromycota", també conegut com a "Fungi Imperfecti", simplement per conveniència.